# Uche Okechukwu
Uchechukwu 'Uche' Alozie Okechukwu (født 27. september 1967) er en nigeriansk tidligere professionel fodboldspiller, der spillede som en central forsvarer.
Okechukwu spillede tæt på 50 landskampe for Nigeria, og repræsenterede sit land til to verdensmesterskaber og to Africa Cup of Nations og vandt sidstnævnte turnering én gang. 

## Klubkarriere

### Tidlige år / Danmark
Født i Lagos, Okechukwu startede sin karriere med at spille for Flash Flamingoes og Iwuanyanwu Nationale og vandt 1988 og 1989 Nigeria Premier League med sidstnævnte. 
I juli 1990 flyttede han til udlandet for at spille for danske Brøndby IF, trænet af nyudnævnte Morten Olsen, sammen med holdkammerat Friday Elahor . Uche blev hurtigt en del af holdet, og hjalp Brøndby med at vinde det danske mesterskab i 1990 og 1991 og var en af de bærende kræfter på holdet, der nåede semifinalen i UEFA Cup 1990–91. Elahor blev af nogle udråbt som den næste Brian Laudrup, men blev aldrig den store succes i Brøndby, og skiftede hurtigt til Africa Sports. Okechukwu blev derimod udnævnt til Årets Spiller 1992 i Brøndby IF. 

### Tyrkiet / pensionering
Efter at have optrådt i African Cup of Nations 1992, hvor Nigeria nåede semifinalen, blev Okechukwu kraftigt rygtet til Fenerbahçe SK i et halvt år, indtil han i november 1993 blev solgt til den tyrkiske storklub for 8 millioner kroner. I Istanbul, han kom han til at danne defensiv duo med den tidligere Brøndby-holdkammerat Jes Høgh og hjalp klubben til sit første Süper Lig-mesterskab i syv år i 1996 . 
Uche spillede yderligere fire sæsoner for Fenerbahçe og genvandt ligatitlen i 2000–01 . Efter at have spillet næsten 250 officielle kampe for de blå-gule tyrkere, skiftede han til det mindre Istanbul-hold İstanbulspor AS. I 2007 vendte han hjem til Nigeria, hvor han først spilled for Ocean Boys FC og derefter for Bayelsa United FC (han tiltrådte sidstnævnte i juli 2008 og trak sig tilbage fra sporten kort tid efter som 41 årig). 

## Titler

### Klub
Iwuanyanwu Nationale
- Nigeria Premier League : 1987–88, 1988–89

Brøndby
- Den danske Superliga : 1990, 1991

Fenerbahçe
- Den tyrkiske Süper Lig : 1995–96, 2000–01

### Internationalt
Nigeria
- Africa Cup of Nations : 1994
- Sommer-OL : 1996

### Individuelt
- Årets spiller i Brøndby 1992.[1]